# مطار زامبوانجا الدولي
مطار زامبوانجا الدولي (بالإنجليزية: Zamboanga International Airport)‏ (إياتا: ZAM، إيكاو: RPMZ) هو مطار عسكري و عام يخدم مدينة مدينة زامبوانجا ويشغل المطار هيئة الطيران المدني الفلبينية.